# 노다오이역
노다오이역(일본어: 野田生駅 노다오이에키[*])은 일본 홋카이도 후타미 군 야쿠모정에 있는 홋카이도 여객철도 하코다테 본선의 철도역이다.

## 역 구조
원래는 2면 3선식 승강장이었다가 중간 선로를 철거하여 생긴 2면 2선의 승강장이 있는 지상역이다. 양 승강장은 구내 건널목으로 연결되어 있으며, 무인역이다.

### 승강장
| 상행 | ■ 하코다테 본선 | 모리 · 오누마 · 하코다테 방면   |
| 하행 | ■ 하코다테 본선 | 야쿠모 · 군누이 · 오샤만베 방면 |

## 역 주변
- 야쿠모 경찰서 노다오이 주재소
- 노다오이 우편국
- 야쿠모 정립 노다오이 중학교
- 야쿠모 정립 노다오이 초등학교

## 역사
- 1903년 11월 3일 - 홋카이도 철도의 노다오이역(野田追駅)으로 개업. 일반역.
- 1907년 7월 1일 - 홋카이도 철도 국유화.
- 1959년 10월 1일 - 역명이 노다오이역(野田生駅)으로 개칭됨.
- 1972년 3월 15일 - 화물 취급 폐지.
- 1984년 2월 1일 - 수하물 취급 폐지.
- 1987년 4월 1일 - 일본국유철도 분할 민영화로 홋카이도 여객철도가 계승.
- 2007년 10월 - 역 번호 부여. H56.

## 인접한 역
| 홋카이도 여객철도 하코다테 본선 | 홋카이도 여객철도 하코다테 본선 | 홋카이도 여객철도 하코다테 본선 |
| ------------------------------- | ------------------------------- | ------------------------------- |
| H57 오토시베 하코다테 방면      | ■ 하코다테 본선                 | H55 야마코시 오샤만베 방면      |